# Morsefest 2022: The Absolute Whirlwind
Morsefest 2022: The Absolute Whirlwind è il settimo album dal vivo del supergruppo statunitense Transatlantic, pubblicato nel 2024 dalla Inside Out.

## Descrizione
Comprende audio e video dei concerti del 29 e 30 aprile 2022 al New Life Fellowship di Cross Plains (Tennessee).

## Tracce
Testi e musiche di Neal Morse, Mike Portnoy, Roine Stolt e Pete Trewavas, eccetto dove specificato.

### CD
CD 1
1. Into the blue – 24:26
2. In held (‘Twas) in I – 16:46 – originariamente composta da Keith Reid, Gary Brooker, Matthew Fisher e interpretata dai Procol Harum
3. Shine – 7:53
4. We all need some light – 8:55

CD 2 – The Whirlwind
1. Overture / Whirlwind – 9:22
2. The wind blew them all away – 6:00
3. On the prowl – 7:16
4. A man can feel – 6:18
5. Out of the night – 4:32
6. Rose colored glasses – 7:57
7. Evermore – 4:16
8. Set us free – 4:48
9. Lay down your life – 5:00
10. Pieces of heaven – 2:09
11. Is it really happening? – 9:12
12. Dancing with eternal glory / Whirlwind (reprise) – 12:47

CD 3 – The Absolute Universe – Pt. 1
1. Overture – 9:08
2. Reaching for the sky – 5:37
3. Higher than the morning – 5:10
4. The darkness in the light – 5:15
5. Take now my soul – 3:49
6. Bully – 2:09
7. Rainbow sky – 3:04
8. Looking for the light – 3:52
9. The world we used to know – 9:21

CD 4 – The Absolute Universe – Pt. 2
1. The sun comes up today – 5:22
2. Love made a way (prelude) – 2:27
3. Owl howl – 6:52
4. Solitude – 5:45
5. Belong – 3:13
6. Lonesome rebel – 2:43
7. Can you feel it – 3:10
8. Looking for the light (reprise) – 5:06
9. The greatest story never ends – 3:43
10. Love made a way – 7:33

CD 5
1. Bridge across forever – 6:42
2. The final medley – 26:32

## Formazione
Gruppo
- Roine Stolt – chitarra, voce
- Neal Morse – tastiere, chitarra acustica, voce
- Mike Portnoy – batteria, percussioni, voce
- Pete Trewavas – basso, pedali da basso, voce

Altri musicisti
- Ted Leonard – chitarra, tastiere, voce
- Debbie Bresee, Julie Harrison, Amy Pippin, April Zachary: cori
- Philip Martin: percussioni
- Josee Weigand Klein: primo violino
- Kristi Smith: secondo violino
- Claire Whitcomb: viola
- Gideon Klein: violoncello